# Bell Irvin Wiley
Bell Irvin Wiley (* 5. Januar 1906 in Halls, Lauderdale County, Tennessee; † 4. April 1980) war ein amerikanischer Historiker, spezialisiert auf das Leben einfacher Leute im Amerikanischen Bürgerkrieg.
Wiley wuchs auf der Baumwollfarm der Familie im Westen Tennessees auf, studierte Englisch am Asbury College in Wilmore (Kentucky), Geschichte an der University of Kentucky in Lexington mit dem Master-Abschluss 1929 und wurde 1933 bei Ulrich Bonnell Phillips an der Yale University promoviert, dem damals bekanntesten Spezialisten für Geschichte der Sklaverei in den USA. Seine Dissertation Southern Negroes, 1861–1865, behandelte das Leben der Schwarzen im Bürgerkrieg und räumte mit der Vorstellung auf, sie hätten unterwürfig und zufrieden mit ihrer Stellung das Ende des Krieges erwartet. Stattdessen flohen viele trotz drakonischer Gegenmaßnahmen im Süden, es gab Revolten und Sabotage, und häufig verließen sie, sobald sie konnten, ihre früheren Sklavenhalter.
1934 wurde er Professor am State Teachers College, der heutigen University of Southern Mississippi, 1938 an der University of Mississippi, an der Louisiana State University und 1935 bis 1939 am Peabody College. Im Zweiten Weltkrieg diente er in der US Army. Von 1949 bis zu seiner Emeritierung 1974 war er Professor an der Emory University.
Er befasste sich insbesondere mit Sozialgeschichte im Amerikanischen Bürgerkrieg. Insbesondere ist er bekannt für zwei Bücher über das Leben des einfachen Soldaten in der Armee der Südstaaten (häufig Johnny Reb, für Rebell, genannt) und Nordstaaten (Billy Yank). Sie beruhen auf dem Studium zehntausender Briefe.
1955 war er Präsident of the Southern Historians Association und 1961 Vorsitzender der National Civil War Centennial Commission. Er war Rockefeller Foundation Fellow und Guggenheim Fellow.
Er war seit 1938 mit Mary Frances Harrison verheiratet und hatte zwei Söhne. Seine Frau war auch seine (inoffizielle) Forschungsassistentin.

## Schriften
- Cotton and slavery in the history of West Tennessee. University of Kentucky, Lexington KY 1929 (Master-Arbeit).
- Southern Negroes. 1861–1865 (= Yale Historical Publications. Miscellany. Bd. 31, ISSN 0084-3350). Yale University Press u. a., New Haven CT u. a. 1938 (Dissertation)
- The Plain People of the Confederacy. Louisiana State University Press, Baton Rouge LA 1943.
- The life of Johnny Reb. The common soldier of Confederacy. Bobbs-Merrill, Indianapolis IN 1943 (Updated edition, with a new foreword by James I. Robertson, Jr. Louisiana State University Press, Baton Rouge LA u. a. 2008, ISBN 978-0-8071-3325-5).
- The life of Billy Yank. The common soldier of the Union. Bobbs-Merrill, Indianapolis IN 1952 (Updated edition, with a new foreword by James I. Robertson, Jr. Louisiana State University Press, Baton Rouge LA u. a. 2009, ISBN 978-0-8071-3375-0).
- The road to Appomattox. Memphis State College Press, Memphis TN 1956.
- The common soldier of the civil war. Grosset & Dunlap, New York NY 1958.
- Confederate Women (= Contributions in American History. Bd. 38). Greenwood Press, Westport CT u. a. 1975, ISBN 0-8371-7534-8.
- Hill Jordan, James I. Robertson Jr., Joe H. Segars (Hrsg.): The Bell Irvin Wiley Reader. Louisiana State University Press, Baton Rouge LA 2001, ISBN 0-8071-2579-2.

Er gab auch Briefe und Erinnerungen zum Beispiel von Konföderierten, aber auch von befreiten Sklaven aus Liberia heraus.